# Itheum fuscoantennale
Itheum fuscoantennale är en skalbaggsart som beskrevs av Stefan von Breuning 1943. Itheum fuscoantennale ingår i släktet Itheum och familjen långhorningar. Inga underarter finns listade i Catalogue of Life.